# Corografia
La corografia, o geografia corogràfica, (del grec χvρα, khŏros, 'país' o 'comarca') és la part de la geografia que estudia i descriu un país amb especial èmfasi en la toponímia, els trets físics característics, la història i l'activitat humana.
El corògraf estudia la toponímia; la situació, els límits i l'extensió de la regió; els fets físics i climàtics; i la comunitat humana, les seves activitats, la seva història i els seus costums.
Els grecs (Homer, Heròdot i Estrabó) van ser els primers de seguir aquest enfocament en les narracions i mapes del seu país i de les terres pròximes. Les fonts d'informació s'alimenten dels periples (viatges marítims i descripció del litoral), periegesis (itineraris terrestres) i la cartografia, centrats en l'àrea de l'ecumene o conjunt de terres circumdants habitades. El coneixement del país i de les seves possibilitats econòmiques era fonamental de cara a l'ocupació o a l'establiment de relacions comercials. Té un component subjectiu, amb una tendència a la valoració dels fets humans i amb una estreta relació amb la història. Heròdot, que fa unes notables descripcions de Grècia, Babilònia i Egipte, és considerat com el pare de la història.
Els romans i els àrabs van seguir aquesta tendència, però és durant l'era de l'exploració del Renaixement que es va reforçar la corografia, amb la descripció de les noves terres i incorporant aspectes etnogràfics, polítics i econòmics. Els mateixos descobridors i exploradors, o els seus acompanyants, fan de cronistes amb l'aportació de dades sobre països desconeguts. Les obres d'abast universal van prendre el nom de cosmografies. Aquest enfocament geogràfic ha perdurat d'alguna manera en la pedagogia de la geografia fins als nostres dies. Amb l'escola geogràfica francesa de Paul Vidal de la Blache, va adquirir un caràcter més científic com a geografia regional.
Un exemple de l'esquema corogràfic es troba en la Bíblia, en parlar de la terra promesa als hebreus:
| «                              | Doneu una ullada al país, com és, i al poble que l'habita, si és fort o feble, petit o gran. Com és el país on habita, si és bo o dolent; i les poblacions on viu, si són obertes o fortificades. I la terra, si és fèrtil o pobra, si hi ha arbres o no […] Al cap de quaranta dies, tornaren d'explorar el país […] Hem arribat fins al país on ens vas enviar i, realment, regalima llet i mel; mireu-ne els fruits. Ara bé, el poble que hi habita és fort, i les poblacions són fortificades i molt grans […] Els amalequites ocupen la regió del Nègueb; els hitites, els jebuseus i els amorreus, la muntanya; i els cananeus, el mar i la ribera del Jordà. | » |
| — La Bíblia, Nombres 13, 18-29 | |   |